# Isabel Ríos García
Isabel Ríos García (Castelló de la Plana, 1953) és una filòloga valenciana, professora de didàctica de la Llengua i la Literatura del Departament d'Educació de la Universitat Jaume I a Castelló de la Plana. De l'any 2002 al 2011 fou membre del Consell Valencià de Cultura El 2010 va rebre d'Escola Valenciana el guardó a la Trajectòria Individual.
És autora o coautora de diverses publicacions sobre l'educació, entre d'altres:
- La diversitat cultural a l'escola: propostes pràctiques per a un currículum intercultural, editat per Auxiliadora Sales Ciges.[5]
- L'ensenyament del discurs escrit, amb Vicent Salvador[6]
- Diálogo e investigación en las aulas. Investigaciones en didáctica de la lengua. Amb Anna Camps i Mundó (Coord.), Marta Milian, Itziar Plazaola, Luci Nussbaum, i altres.
- El aula como espacio de investigación y reflexión. Investigaciones en didáctica de la lengua. Amb Margarida Cambra, Anna Camps i Mundó (Coord.), Pilar Carceller, Montserrat Castelló Badia, i altres.